# Langenauer Ried
Langenauer Ried ist ein Naturschutzgebiet auf dem Gebiet der baden-württembergischen Stadt Langenau und der Gemeinde Rammingen im Alb-Donau-Kreis.

## Kenndaten
Das Naturschutzgebiet wurde mit Verordnung des Regierungspräsidiums Tübingen vom 10. November 1981 ausgewiesen und hat eine Größe von 79,6 Hektar. Es wird unter der Schutzgebietsnummer 4.053 geführt. Der CDDA-Code für das Naturschutzgebiet lautet 164347 und entspricht der WDPA-ID.

## Lage
Das Gebiet Langenauer Ried liegt rund vier Kilometer östlich von Langenau, direkt an der Landesgrenze zu Bayern. Es erstreckt sich rund zwei Kilometer entlang eines als Grenzgraben bezeichneten Gewässers. Es wird auf baden-württembergischer Seite vollständig umschlossen vom rund 2788 Hektar großen Landschaftsschutzgebiet Nr. 4.25.006 Donauried und ist sowohl Teil des 918 Hektar großen FFH-Gebiets Nr. 7527-341 Donaumoos, als auch des Vogelschutzgebiets Donauried, das 4253 Hektar groß ist. Auf bayerischer Seite grenzt das NSG 700.42 Leipheimer Moos direkt an. Das Langenauer Ried liegt im Naturraum 045-Donauried innerhalb der naturräumlichen Haupteinheit 04-Donau-Iller-Lech-Platte.

## Schutzzweck
Wesentlicher Schutzzweck ist laut Schutzgebietsverordnung die Erhaltung des Restes einer Flachmoorformation unterschiedlichster hydrologischer Verhältnisse mit Quellkalkhügeln, Pfeifengraswiesen und Bult-Schlenken-Komplexen als Lebensraum der an Feuchtgebiete gebundenen Pflanzen- und Tierarten, besonders von Vögeln.